# Crime da mala (1928)
O crime da mala, como foi chamado pela imprensa, ocorreu em 1928 no Brasil. Um imigrante italiano, Giuseppe Pistone, assassinou sua esposa, Maria Féa, no bairro da Luz, cidade de São Paulo, e ocultou seu corpo em uma mala. O episódio ganhou ampla cobertura na época, gerando comoção popular.

## História

### Chegada ao Brasil
Giuseppe Pistone e Maria Mercedes Féa, ambos nascidos em Canelli, Itália, conheceram-se em 1925 a bordo de um navio que seguia de sua terra natal, para Buenos Aires, Argentina. Ele, então com 31 anos de idade, buscava melhores condições de vida; ela, aos 20, ia visitar a mãe, que mudara-se para lá anos antes. Giuseppe segue para Mar del Plata, onde foi preso por estelionato. Quatro meses depois ele reaparece pedindo Maria em casamento. Apesar da oposição da família de Maria, quando ela completou 21 anos, casaram-se, e após uma viagem de lua de mel para a Itália no navio Conte Biancamano, chegam a Buenos Aires e decidem emigrar para São Paulo.
Trabalhando na casa de salames e vinhos de seu primo Francesco Pistone em São Paulo, Giuseppe recebe deste uma proposta de sociedade. Sem o capital necessário, escreve um telegrama à sua mãe Marcelina Baeri, na Itália, pedindo um valor equivalente a 150 contos de réis, parte de uma herança deixada por seu pai. Mesmo diante da recusa da mãe, aceita a proposta do primo, pretendendo mais tarde extorqui-lo.

### O crime
O casal vai morar em um apartamento na Rua Conceição, 34 (atual Av. Cásper Líbero) que Giuseppe aluga. Então Maria Féa decide escrever uma carta à sogra, revelando toda a verdade sobre os pedidos de dinheiro. Na manhã de 4 de outubro de 1928, Giuseppe descobre a carta. O casal briga e Pistone sufoca a esposa com um travesseiro. Após 3 dias com o corpo no quarto sem saber o que fazer com ele, decide ocultá-lo em uma mala, seccionando os joelhos com uma navalha e quebrando o pescoço para que o cadáver coubesse na mesma. Usando endereços e nomes falsos, remete a mala à "Francesco Ferrero", em Bordeaux, França, através do navio Massilia.
No dia 7 de outubro de 1928 a mala é içada a bordo do navio, então atracado no Porto de Santos. Ao ser descarregada, sofre um pequeno impacto, que abre uma fresta na parte inferior e revela um forte mau cheiro. A mala é aberta, e o cadáver descoberto. Junto a ele, além de algumas roupas da vítima (quinze pares de meia, duas almofadas, duas camisolas, duas saias comuns, uma saia com anágua, um chapéu) e a navalha utilizada no crime, havia também o feto de uma menina, com aproximadamente seis meses de gestação.

### Desfecho
As investigações conduzem a polícia até Giuseppe que, preso, falou que apenas discutira com a mulher e ela morrera de um mal súbito. Após o resultado da autópsia (morte por sufocação ou esganadura) alegou ter cometido o crime por encontrar sua esposa com um amante no apartamento do casal, versão que manteve mesmo após o testemunho do casal de senhorios, Ramiro Franco e Maria Sitrangulo, que sublocavam o quarto para o casal Pistone. O casal revelou que Giuseppe Pistone e Maria Féa levavam uma vida "retraída e misteriosa". A senhora Sitrangulo declarou ainda que na quinta-feira, cinco dias antes da descoberta do corpo, havia escutado "dois gritos de mulher, abafados" e que ficou muito impressionada. No entanto, o marido não dera maior importância ao fato. Em 15 de julho de 1931 ele foi condenado a 31 anos de prisão, por homicídio e ocultação de cadáver.
Em 13 de junho de 1944, através de um decreto presidencial, sua pena é comutada para 20 anos de prisão. Pistone é colocado em liberdade condicional em 3 de agosto do mesmo ano, e sua pena é considerada cumprida em 5 de novembro de 1948. Consegue emprego em Taubaté, como zelador de um prédio, casando-se novamente em 1949 com uma mulher da cidade. Um filho dessa mulher, de um casamento anterior, enteado portanto de Pistone, revelou que sabia que seu padrasto havia assassinado a primeira esposa e que lhe havia contado várias versões do crime. Pistone morreu doente em 1956.
O corpo de Maria Féa foi sepultado no Cemitério da Filosofia em Santos e seu túmulo desde então virou alvo de uma espécie de peregrinação religiosa, com fiéis atribuindo a ela diversos tipos de milagres e considerando-a uma espécie de santa.
A mala encontra-se em exposição no Museu do Crime, em São Paulo.

## Mídia
O episódio inspirou a realização de um filme, O Crime da Mala. Dirigido por Francisco Madrigano, foi lançado em 31 de outubro de 1928. O assassinato foi também tema de um episódio especial do programa Linha Direta. Exibido em 2 de junho de 2005, reconstituiu os principais momentos do crime, com Ana Paula Tabalipa no papel de Maria Féa e Gabriel Braga Nunes no papel de Giuseppe Pistone.